# Sutu
Sutu is een plaats in de Estlandse gemeente Saaremaa, provincie Saaremaa. De plaats heeft de status van dorp (Estisch: küla) en telt 72 inwoners (2021).
Tot in oktober 2017 behoorde Sutu tot de gemeente Pihtla. In die maand werd Pihtla bij de fusiegemeente Saaremaa gevoegd.
Sutu ligt aan de Baai van Sutu (Estisch: Sutu laht) aan de zuidkust van het eiland Saaremaa. Een deel van de kust is een beschermd natuurgebied, het Sutu lahe hoiuala. De beek Ristioja (ook wel Ristijõgi genoemd) komt bij Sutu uit in de Baai van Sutu.

## Geschiedenis
Sutu heette tot 1977 Loona. In 1557 werd op grond in de dorpen Kiritu en Vatsküla een landgoed Pia gesticht. In 1574 werd de naam veranderd in Lodenhof (Estisch: Loode), naar Heinrich Lode, de eigenaar. In 1765 ging Lodenhof op in het landgoed Pichtendahl (Pihtla). In 1855 leefde de naam Lode blijkbaar nog steeds, want ook Loona, dat in dat jaar voor het eerst werd genoemd, is op die naam gebaseerd. Bij de gemeentelijke herindeling van 1977 werd het dorp hernoemd in Sutu.